# Planigale
Planigale — рід родини сумчастих хижаків, що мешкають в Австралії та острові Нова Гвінея. 

## Морфологія
Морфометрія. Довжина голови й тіла: 50—100 мм, довжина хвоста: 45—90 мм, вага найменших видів, Planigale ingrami та Planigale tenuirostris близько 5 г, вага самців Planigale maculata 15,3 г, самиць — 10,9 г.
Опис. Верхні частини тіла бліді рудувато-оливкові, темні рудувато-коричневі або коричнево-сірі, низ тіла оливково-буро-жовтий, темнуватий, або світло-коричневий. Ступні світлі сірувато-оливкові або світло-коричневі, а хвіст сіруватий або коричневий. Хутро м'яке і щільне на тілі; хвіст короткою вкритий волоссям і не пухнастий. Центральні області подушечок лап, як правило, гладкі, але іноді борозенчасті, остання умова, можливо, є найпоширенішою в Planigale novaeguineae. За зовнішнім виглядом та поведінкою Planigale нагадують справжніх землерийок, Sorex.
Ці сумчасті відрізняються надзвичайно плоским черепом, який має майже прямий верхній профіль з глибиною всього 6 мм. До цієї умови, однак, впритул наближаються деякі види роду Antechinus. Сумка стає досить добре розвиненою в період розмноження. Число молочних залоз 5–15.

## Поведінка
Planigale трапляються в основному в саванному рідколіссі й на луках, хоча P. maculala також, зареєстрований в тропічному лісі. Вони можуть сховатися в скелястих районах, купах трави, при основі дерев або в порожнистих колодах; у неволі вони будують гнізда з сухої трави у формі блюдця. Хоча в першу чергу наземні, вони підіймаються на висоту досить добре. Більшість, схоже, веде нічний спосіб життя, але є повідомлення, що P. gilesi є активним протягом коротких періодів удень. Planigale завзяті хижаки, що харчуються комахами, павуками, дрібними ящірками, і дрібними ссавцями, такими як Leggadina. Вони здатні ловити сарану майже таку велику, як вони самі.